# Théorème des globes oculaires

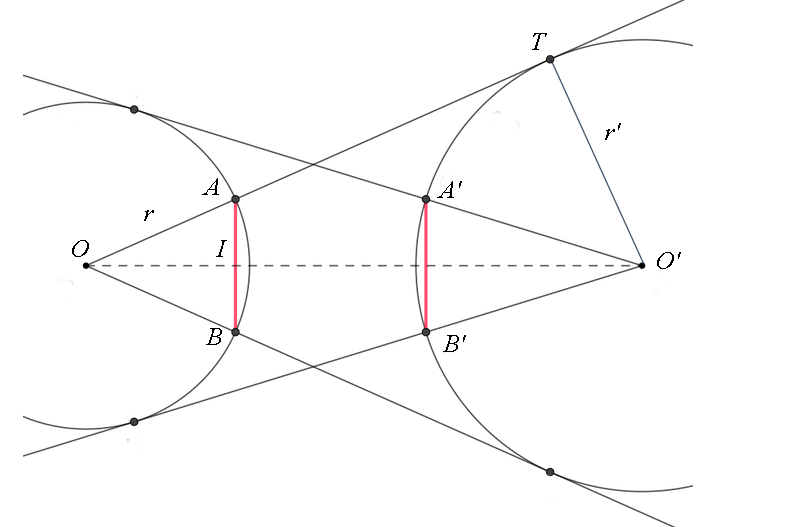
Théorème des globes oculaires : les segments rouges sont de même longueur.

En géométrie euclidienne, le théorème des globes oculaires (en anglais eyeball theorem) , ou théorème du face à face, énonce une propriété concernant deux cercles disjoints.
Il s'énonce,,:
Théorème — Étant donné deux cercles non sécants {\displaystyle (C)} et {\displaystyle (C')} de centres {\displaystyle O} et {\displaystyle O'} et de rayons r et r', les tangentes à {\displaystyle (C')} issues de {\displaystyle O} coupent {\displaystyle (C)} en {\displaystyle A} et {\displaystyle B}, et les tangentes à {\displaystyle (C)} issues de {\displaystyle O'} coupent {\displaystyle (C')} en {\displaystyle A'} et {\displaystyle B'}. Alors, quels que soient les diamètres des cercles, on a {\displaystyle AB=A'B'}.
Ce théorème a été découvert dans les années 1960 par un géomètre péruvien, Antonio Gutierrez .

## Démonstration

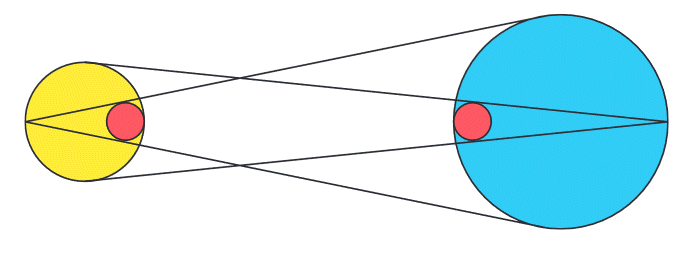

Avec les notations de la figure, les triangles rectangles ayant un angle en commun OIA et OTO' sont semblables, donc {\displaystyle {\frac {AI}{r}}={\frac {r'}{OO'}}}, d'où {\displaystyle AB={\frac {2rr'}{OO'}}}, formule symétrique.

## Sangaku apparenté
Le sangaku représenté ci-contre présente une propriété similaire (les deux disques rouges ont même rayon). Il date de 1842, tablette située dans la préfecture d'Aichi.